# Васильев, Николай Константинович
Николай Константинович Васильев (1912—1995) — майор Советской Армии, участник Великой Отечественной войны, Герой Советского Союза (1946).

## Биография
Родился 9 (по новому стилю — 22) февраля 1912 года в Москве в рабочей семье.
Окончил три курса Московского машиностроительного техникума, после чего работал на комбинате промкооперации «Механтруд».
В 1930 году Васильев был призван на службу в Рабоче-крестьянскую Красную Армию. В 1931 году он окончил Ленинградскую военно-теоретическую школу лётчиков, в 1932 году — Ворошиловградскую военную авиационную школу. Работал в школе лётчиков Гражданского Воздушного Флота, был инструктором, затем командиром звена в Куйбышевском аэроклубе. В 1939 году Васильев вступил в ВКП(б).
С июня 1944 года — на фронтах Великой Отечественной войны.
К концу войны капитан Николай Васильев командовал эскадрильей 594-го штурмового авиаполка 332-й штурмовой авиадивизии 4-й воздушной армии 2-го Белорусского фронта. За время войны Васильев совершил в общей сложности 105 боевых вылетов, в ходе которых уничтожил 21 танк, более 170 автомашин, сбил 1 самолёт.
Указом Президиума Верховного Совета СССР от 15 мая 1946 года за «образцовое выполнение боевых заданий командования на фронте борьбы с немецкими захватчиками и проявленные при этом мужество и героизм» капитан Николай Васильев был удостоен высокого звания Героя Советского Союза с вручением ордена Ленина и медали «Золотая Звезда» за номером 9027.
После окончания войны Васильев продолжил службу в Советской Армии. В 1953 году он окончил курсы усовершенствования командиров частей военно-воздушных сил. В 1955 году в звании майора Васильев был уволен в запас. Проживал в Куйбышеве (ныне — Самара), в 1962 году окончил Куйбышевскую областную партшколу, работал в райисполкоме депутатов трудящихся.
Умер 22 марта 1995 года, похоронен на Городском кладбище Самары.
Был также награждён двумя орденами Красного Знамени, орденом Александра Невского, двумя орденами Отечественной войны 1-й степени, а также рядом медалей.